# هاینه ایمس
هاینه ایمس (انگلیسی: Haine Eames؛ زادهٔ ۲۷ فوریهٔ ۲۰۰۸) بازیکن فوتبال است که در حال حاضر برای سنترال کوست مارینرز در پست هافبک بازی می‌کند.
وی همچنین در تیم ملی فوتبال زیر ۱۶ سال استرالیا بازی کرده است.